# План швидкостей
План швидкостей — діаграма, на якій вектори швидкостей точок абсолютно твердого тіла або деякого механізму відкладено з однієї точки у вибраному масштабі.
План швидкостей має такі властивості:
- відрізок, що з'єднує кінці векторів швидкостей будь-яких двох точок тіла, перпендикулярний до відрізка, що з'єднує відповідні точки тіла;
- довжини відрізків, що з'єднують кінці векторів швидкостей точок тіла, пропорційні довжинам відрізків, що з'єднують відповідні точки.

План швидкостей дозволяє графічно розв'язувати задачі на знаходження швидкостей точок тіла. Що більший вибраний масштаб, у якому побудовано вектори швидкостей точок тіла, то точніше буде розв'язано задачу.

## Приклад розв'язування задачі
Нехай є механізм АБВГ, що складається зі стрижнів, з'єднаних шарнірами. Нехай швидкість точки В, і дорівнює 2 м/с. Потрібно знайти швидкість точки Б.
Розв'язування

Визначення швидкості точки Б за допомогою плану швидкостей

- Напрямок швидкості точки легко визначити — ця швидкість перпендикулярна до відрізка ГВ, оскільки ланка ГВ обертається навколо точки Г.
- У довільній точці відкладаємо полюс О.
- Вибираємо масштаб швидкостей.
- Вектор швидкості точки переносимо паралельно самому собі так, щоб початок вектора збігався з точкою О.
- Напрямок вектора швидкості точки Б також відомий — цей вектор перпендикулярний до ланки АБ, оскільки ланка АБ обертається навколо точки А.
- З полюса О проводимо пряму ОД, перпендикулярну до прямої БА.
- З кінця вектора швидкості точки проводимо пряму, перпендикулярну до ланки БВ. Ця пряма перетнеться з прямою ОД. Точку перетину позначимо буквою б.
- Відрізок Об дасть швидкість точки Б.
- Вимірюємо довжину відрізка Об, множимо на масштаб, і отримуємо модуль швидкості точки Б — для цього механізму вона дорівнює 2,85 м/с.

Зауважимо, що для знаходження швидкості точки Б в розглянутому прикладі необов'язково знати довжини ланок механізму, важливо знати лише співвідношення довжин.
Цю задачу можна розв'язати з використанням поняття миттєвого центра швидкостей.